# Бреттон-Вудская система
Бреттон-Вудская система, Бреттон-Вудское соглашение (англ. Bretton Woods system) — международная система организации денежных отношений и торговых расчётов, установленная в результате Бреттон-Вудской конференции, проходившей с 1 по 22 июля 1944 года. Сменила финансовую систему, основанную на «золотом стандарте». Названа по имени курорта Бреттон-Вудс (англ. Bretton Woods) в штате Нью-Гэмпшир, США. Конференция положила начало таким организациям, как Международный банк реконструкции и развития (МБРР) и Международный валютный фонд (МВФ).
СССР подписал соглашение, но не ратифицировал его.
В 1971—1978 годах Бреттон-Вудскую систему сменила Ямайская валютная система, основанная на свободной торговле валютой (свободной конвертации валют).

## Принципы
- Цена золота жёстко фиксирована — 35 долларов за тройскую унцию (31,1034768 грамма).
- Установлены твёрдые обменные курсы для валют стран-участниц к ключевой валюте (доллару США).
- Центральные банки поддерживают стабильный курс национальной валюты по отношению к ключевой валюте (±1 %) с помощью валютных интервенций.
- Допускаются изменения курсов валют через ревальвации или девальвации.
- Организационные звенья системы — Международный валютный фонд (МВФ) и Международный банк реконструкции и развития (МБРР). МВФ предоставляет кредиты в иностранной валюте для покрытия дефицита платёжных балансов и поддержки нестабильных валют, осуществляет контроль соблюдения принципов работы валютных систем стран-участниц, обеспечивает валютное сотрудничество.

Доллар — валюта, конвертируемая в золото, — стал базой валютных паритетов, преобладающим средством международных расчётов, валютных интервенций и резервных активов. Национальная валюта США стала одновременно мировыми деньгами (до Бреттон-Вудской системы мировыми деньгами было золото, при этом много международных контрактов использовали для расчётов фунт стерлингов Великобритании). Фактически, это привело к появлению Долларового стандарта международной валютной системы, основанной на господстве доллара. Точнее говорить о Золото-долларовом стандарте. В середине XX века США принадлежало 70 % всего мирового запаса золота.
Валютные интервенции рассматривались как механизм адаптации валютной системы к изменяющимся внешним условиям, аналогично передаче золотых запасов для регулирования сальдо платёжного баланса при золотом стандарте. Курсы валют можно было изменять лишь при наличии существенных перекосов платёжного баланса. Именно эти изменения валютных курсов в рамках твёрдых паритетов назывались ревальвацией и девальвацией валют.

### Ключевые даты развития кризиса
1. 17 марта 1968 года. Установлен двойной рынок золота. Цена на золото на частных рынках устанавливается свободно в соответствии со спросом и предложением. По официальным сделкам для центральных банков стран сохраняется обратимость доллара в золото по официальному курсу 35 долларов за 1 тройскую унцию.
2. 15 августа 1971 года. Президент США Ричард Никсон объявил о временном запрете конвертации доллара в золото по официальному курсу для центральных банков.
3. 17 декабря 1971 года. Девальвация доллара по отношению к золоту на 7,89 %. Официальная цена золота увеличилась с 35 до 38 долларов за 1 тройскую унцию без возобновления обмена долларов на золото по этому курсу.
4. 13 февраля 1973 года. Доллар девальвировал до 42,1 доллара за 1 тройскую унцию.
5. 16 марта 1973 года. Ямайская международная конференция подчинила курсы валют законам рынка. С этого времени курсы валют не фиксированы, а изменяются под воздействием спроса и предложения. Система твёрдых обменных курсов прекратила своё существование.
6. 8 января 1976 года. После переходного периода, в течение которого страны могли испробовать различные модели валютной системы, на заседании министров стран — членов МВФ в г. Кингстоне на Ямайке (Ямайская конференция) было принято новое соглашение об устройстве международной валютной системы, которое имело вид поправок к уставу МВФ. Была сформирована модель, основанная на плавающем курсе валют, при которой курс формируется на свободном валютном рынке. Ямайская валютная система действует по настоящее время, хотя в свете глобального кризиса 2008—2009 годов начались консультации о принципах новой мировой валютной системы (Антикризисный саммит G20, Лондонский саммит G-20).